# Samuel Lino
Samuel Dias Lino (* 23. Dezember 1999 in Santo André) ist ein brasilianischer Fußballspieler, der aktuell bei Flamengo Rio de Janeiro unter Vertrag steht.

## Karriere
Lino begann seine fußballerische Karriere in Brasilien beim São Bernardo FC, wo er von 2017 bis 2019 sechsmal zum Einsatz kam. Im Sommer 2019 wechselte er in die Primeira Liga zum Gil Vicente FC. Am 17. August 2019 (2. Spieltag) wurde er gegen den Moreirense FC spät eingewechselt und gab somit sein Profidebüt bei der hohen Auswärtsniederlage. Sein erstes Tor im Profibereich schoss er im Rückspiel bei einer 1:5-Niederlage am 2. Februar 2021 (19. Spieltag). Wettbewerbsübergreifend kam er in der Saison 2019/20 zu 25 Einsätzen und schoss dabei zwei Tore. In der Folgespielzeit 2020/21 schoss er bereits elf Tore in 37 Profispielen. In der Folgesaison konnte er sich erneut steigern und schoss diese elf Ligatore in nur 33 Einsätzen.
Im Juli 2022 wechselte Lino für eine Ablösesumme von sechseinhalb Millionen Euro in die spanische Primera División zu Atlético Madrid. Zudem erhält Gil Vicente bei einem Weiterverkauf 20 Prozent der Ablöse. Am 28. Juli 2022 wurde Lino für eine Saison an den FC Valencia verliehen.
Im Juli 2025 wechselte er zurück nach Brasilien zu Flamengo Rio de Janeiro.